# Mill Creek (Wolf Creek)
Der Mill Creek (englisch für „Mühlbach“) ist ein kleiner Bach im Giles County des US-Bundesstaats Virginia.

## Verlauf
Er entspringt zwischen den Appalachen-Bergrücken von Wolf Creek Mountain und Pearis Mountain auf rund 1000 Metern Seehöhe. Der Bach fließt zunächst in nordöstliche Richtung, bevor er sich nach Norden wendet. Eine Steilstufe hinunter ins Tal des New River überwindet der Mill Creek durch eine Reihe kleiner Kaskaden. Unterhalb der Fälle durchfließt der Bach ein altes Reservoir und erreicht schließlich die Kleinstadt Narrows. Dort mündet der Mill Creek in den Wolf Creek, kurz bevor dieser selbst in den New River mündet.

### Zuflüsse
Der einzige benannte Zufluss des Mill Creek trägt den Namen Mercy Branch.